# Wudinna
Wudinna ist eine kleine Stadt mit 549 Einwohnern in South Australia, die auf der Eyre-Halbinsel liegt. Die Stadt ist 257 Kilometer von Port Augusta und 569 Kilometer von Adelaide entfernt und liegt am Eyre Highway. Die Stadt ist der Sitz Wudinna District Council. Wudinna heißt in der Sprache der Aborigine Granithügel.
Die Gegend wurde 1861 durch Robert Standley, einen Europäer, erstmals besiedelt. Wudinna wurde im Jahre 1916 zur Stadt ernannt. Der Ort liegt im sogenannten Granitland und Touristen bereisen das Gebiet mit seinen Erhebungen aus Granit, dem Ucontitchie Hill, Mount Wudinna und Turtle Rock. Durch Verwitterung haben sich in den die Stadt umgebenden Parklandschaften interessante Granitformen gebildet, die auf Wegen erwandert werden können. Granit wird in großem Maßstab seit 1990 am Mount Wudinna gebrochen, der nicht nur in Australien verbaut, sondern nach Asien und Europa exportiert wird. Der Mount Wudinna liegt etwa 12 Kilometer nordöstlich der Stadt und ist nach Mount Augustus der zweitgrößte Monolith in Australien.
Von Wudinna aus kann der Gawler-Ranges-Nationalpark oder etwas weiter entfernte Pinkawillinie-Conservation-Park erreicht werden. Der Ort hat Unterkunfts- (Hotels, Motel und Caravanpark) und Einkaufsmöglichkeiten, ein Krankenhaus und ein Kulturzentrum, das Gawler Ranges Cultural Centre, in dem Kunstwerke der Aborigine ausgestellt sind. In der Nähe der Stadt gibt es einen Flughafen.